# 維達·沙宣
維達·沙宣，CBE（英語：Vidal Sassoon，1928年1月17日—2012年5月9日）是英国髮型师。

## 生平
生於英國倫敦漢默史密斯，著名理髮師，受到包浩斯所啟發，設計出鮑伯頭（Bob cut），成為他的代表作品。
他提倡「易打理」（wash-and-wear）的髮型設計理念，讓婦女免於沙龍美髮的暴政（tyranny of the salon），不用繁瑣的髮膠及梳理，形成髮型設計藝術的革命風潮。他設計的髮型，象徵了健康與自由。他也開設了世界第一間連鎖美髮沙龍店，以推廣他的設計理念。
他的父母都是塞法迪猶太人。1954年在倫敦開設他的第一家美髮沙龍。